# 個体群生態学
個体群生態学（こたいぐんせいたいがく、英語：population ecology）とは、個体群を研究対象とする生態学である。
一種類の生物を対象とすることで、種生態学と共通するが、種生態学が広くその種の性質や、分布や行動を研究対象にするのに対して、個体群生態学は特定地域の個体全体を対象に、個体数に絡んだ問題を対象に据える傾向がある。もちろん、両者を厳密に区別することは難しい。日本においては、森下正明と内田俊郎が創始者であるとされている。

## 個体群生態学の扱う諸問題
個体群は、ある特定地域の範囲内に生息するある種の生物の個体の総体である。このとき、ある範囲というのは、対象とする種によって考えなければならない。少なくとも、その中でその種の生活が成立する範囲を考えるべきであるが、たとえば繁殖時に集合する動物であれば、その時期には、生活する範囲より、遙かに狭い区域で、十分な個体数を確保できる場合がある。
個体群には個体数あるいは個体群密度、死亡率、齢構成などの様々な性質があり、それらは個体群生態学の研究対象である。しかし、個体数は、それ自身が野外では把握の難しいものであり、様々な方法が開発されている。
個体群を構成する各個体間には、一定の関係がある。それによって個体群内の個体の分布様式も変化する。あるいは、個体の分布様式から、個体間の関係を調べる場合もある。
互いに関係を持つ複数種を扱うのは、群集生態学であるが、それを個体群間の関係として扱う場合、個体群生態学の扱う範疇にはいる。

## 個体数推定
ある生物が、実際にどれだけの個体数があるのかを知ることは、野外では意外に困難なものである。それを行うことを個体数推定という。
全体を肉眼で確認できる場合でも、物陰に隠れる個体を探したり、移動によって同じ個体を複数回数えるなど、間違いの生じる原因は数多い。実際には見えないことの方が多いから、推定するにも特別な方法をとらなければならない。
たとえば湖のある種の魚がどれだけ生息しているかを考えてみる。一番確かなのは水を抜くなりして、間違いなく全個体を確認することである。しかし、それが可能な場所は少ないし、その場合でも、攪乱がひどくて、継続調査をすることができなくなるだろう。
比較的小さい湖で、地形が複雑でなく、条件が一様ならば、網ですくうことで、一定割合の個体を捕獲できるかもしれない。その場合、捕獲率がわかれば、そこから全個体数の推定ができる。
もし、捕獲率がわからなくても、繰り返し捕獲することで、推定が可能である。同じ網を使えば、全個体に対する捕獲率はほぼ一定のはずで、捕獲した魚を別の池にでもおいておけば、捕獲するたびに母集団が減少するから、捕獲数は減少する。この減少割合から、全個体数の推定ができる。
捕獲したものをまた湖に戻さなければならない場合、何らかの標識をつけてから湖に戻すことで、推定できる方法もある。次回の捕獲時に、標識をつけたものがどれだけ混じっているかがわかれば、前回の捕獲数から全個体数が推定できる理屈である。この方法は、標識再捕獲法と呼ばれ、様々な場面で利用される。
その他、対象に応じて、様々な推定方法があり、どれが使えるかは、慎重に判断しなければならない。標識法は、その中では重要な技法で、捕獲した全個体それぞれ別々の標識をつければ、個体識別できるので、より多くの情報が入手できる。

## 個体群成長
個体群を構成する個体の数を、個体群の大きさと見れば、個体数の増加は個体群の成長と見なすことができる。

個体群成長は、理屈は比較的簡単であり、しかも害虫の増殖の問題等、実用的側面もあることから、古くから理論的、実験的研究の対象となってきた。
生物は、その種によって、様々な方法で繁殖するが、種ごとに繁殖方法が決まっている以上、その増加を計算するのは簡単なことである。大体、親が産む子の数は一定であるので、世代ごとに一定の倍率で増加する。これを計算すると、いわゆる幾何級数的増加となり、とてつもない数が出現する。そのおもしろさから、ねずみ算のように、よく、計算にまつわる面白い話題として伝えられたものである。
実際には、野外では生物の個体数は、長期的にはほぼ一定に保たれていると考えられる。部分的には増加が見られても、それは一定数に落ち着くという見当が得られる。この原因は、個体数が増えれば、餌が少なくなる、互いの存在がじゃまになる、老廃物が蓄積するなど、個体数増加にとって不利な条件がそろってくるからである。これら、密度の増加によって増殖を低下させられることを密度効果という。密度効果を加味すれば、個体群成長は、密度の低いときは高く、密度の増加に従って速度を落とし、最終的には一定数に達してそれ以上は増加しなくなるものと考えられる。
ただし、個体群密度が低くなると、配偶相手の探索や交尾が困難になる他、個体間の協力関係が低下するなど、アリー効果が低下する場合も多く、一概に低密度の時に個体群成長が最大になるとは限らない。
個体群成長を数学的に扱うための基礎となるのがロジスティック式である。これは、1838年にピエール＝フランソワ・フェルフルストが人口増加のモデルとして発表したものである。
グラフにすれば、個体数は指数曲線的に増加した後、次第になだらかに定数に近づく、シグモイド曲線を描く。

## 齢構成、死亡率、生命表、生存曲線
生物が死ぬまでの時間を寿命と言うが、この言葉の意味にもいろいろある。
たとえば、アユは年魚といわれるように、春に川を上り、秋には川を下って産卵し、死ぬ。ところが、水槽内で大事に飼えば、2年以上育てることができる。このように、うまく行けばここまでは生きる能力がある、という意味での寿命を、生理的寿命という。これに対して、その生物が暮らしている環境で実現される寿命を生態的寿命という。アユの生態的寿命は1年、というわけである。
平均寿命というのもあるが、これは単独ではあまり意味をなさない。極端な例だが、生まれてすぐに半分が死に、残り半分が100年生きる動物も、全部が50年生きる動物も、その平均寿命は50年である。つまり、どの時期にどれだけ死ぬかの方が大事な特徴になる。
ヒトのように、寿命が長い生物では、個体群を構成する個体の年齢構成を見ることで、そのような特徴を知ることもできる。しかし、寿命が短い動物では、この方法は使えない。
個体群内の、ある時期に生まれた世代の個体をすべて把握し、それを追跡調査すると、どの時期にどれだけの個体がどのような原因で死ぬかを知ることができる。これを表にまとめたものを生命表という。
様々な生物の間で、このような死に方の比較をするために、縦軸に生存個体数（対数で）、横軸に時間を取ったグラフが考えられた。こうすれば、出発時点で100%だった個体数が、時間を追ってどのように減ってゆくかを曲線で示すことができる。この曲線を生存曲線という。
生存曲線が単調な右下がりになるのは、生涯を通じて死亡率があまり変わらない生物の場合である。ウニのように、ごく小さい卵を多量に作るものでは、卵の時に多量に死んでしまうので、曲線は最初に激しく降下し、その後はなだらかな下り坂となる。ほ乳類などでは、逆にはじめの勾配は比較的緩やかで、終盤に急降下する。
このグラフから、小さい卵を多量に産むのと、大きい卵を少量産むのと、どちらが得か、という議論がある。前者では、卵は小さいから栄養の貯蓄も多くなく、必然的に子供の生存能力は弱く、その代わりに数はたくさん作れるから、当たれば大きい、この戦略を小卵多産戦略という。他方、大きい卵を産めば、数は作れない代わりに、個々の卵の生存は確保しやすい。これを大卵少産戦略という。大卵少産戦略では、卵1つの価値が相対的に高く、失った場合、損失が取り返せないほどになることもあり、親による子の保護が発達する傾向があるという。

## 個体間の関係
個体群を構成する、各個体の間の関係は、言ってみれば、個体群の構造のようなものである。個体群内の個体の分布様式はそれによって大きく変化する。
個体間に働く力を簡単に場合分けすれば、誘引・反発・無関係の3つになる。個体間に誘引が働く場合、個体群の生息区域を見れば、どこかに集まっているだろう。これを集中分布という。個体間に反発が働く場合、個体ごとにバラバラに発見され、互いの距離はある程度の範囲に収まるだろう。これを一様分布という。また、無関係の場合、個体間の距離は、確率に支配され、分布は無作為分布（ランダム分布）となる。従って、個体間の距離を知ることで、個体間の関係も推察することができる。
個体間に、より複雑な関係が存在する場合もある。
各個体が特定の場所を占有し、その周囲への他個体の侵入を許さない場合、これを縄張りという。縄張りは生活史の一時期だけに作られるものも、長期にわたって保持するものもある。
個体間に強弱の差があって、それが確認された後には、両個体が出会ったとき、互いに違う行動を取るような場合、これを順位という。ニワトリの場合、互いにつつき合うことで強弱がわかると、強い方が弱い方をつつき、弱い方はつつき返さない。すべての個体の間に、どちらがどちらをつつくかが決まっていて、全体ではほぼ一列の順番ができる。一番弱い個体は、全員からつつかれるわけである。これをつつきの順位と呼ぶ。
サルなどでは、順位の近いもの同士ではけんかすることもあるが、順位の差が大きい場合にはけんかをしないので、群れの秩序を保つ役割を担っている。このような、社会の秩序を順位が維持しているのを順位制という。
また、多くの個体が集まるのを群れと言うが、群れの中に順位があったり、階層があったりと、一定の組織がある場合、社会性という。ほ乳類では、家族単位の縄張りとか、家族を含む群れとか、様々な複雑な社会関係を持つものがある。
社会性昆虫などに見られる真社会性はまた違った概念である。近年、このことを含めて、動物の社会的行動については、行動を支配する遺伝子が、自然選択の結果、どの様な行動を発展させたかという、社会生物学、あるいは行動生態学の立場から研究が進んでいる。

## 参考サイト
- 一般財団法人京都大学名誉教授森下正明研究記念財団
- 森下正明論文集